# São Paulo (Lisboa)
São Paulo é uma parte da cidade e antiga freguesia portuguesa do município de Lisboa, com 0,44 km² de área e 2 728 habitantes (2011). Densidade: 6 200 hab/km².
A freguesia foi criada em 1566, por desanexação da freguesia de Nossa Senhora dos Mártires.
Como consequência de uma reorganização administrativa, oficializada a 8 de novembro de 2012 e que entrou em vigor após as eleições autárquicas de 2013, foi determinada a extinção da freguesia, passando o seu território integralmente para a nova freguesia da Misericórdia.

## População
★ No censo de 1864 pertencia ao Bairro de Alcântara. Nos censos de 1920 a 1950 figura com a designação de Marquês de Pombal. A designação de São Paulo e os limites em vigor até à sua extinção foram fixados pelo decreto-lei nº 42.142, de 07/02/1959.

| Nº de habitantes | Nº de habitantes | Nº de habitantes | Nº de habitantes | Nº de habitantes | Nº de habitantes | Nº de habitantes | Nº de habitantes | Nº de habitantes | Nº de habitantes | Nº de habitantes | Nº de habitantes | Nº de habitantes | Nº de habitantes | Nº de habitantes | Nº de habitantes |
| ---------------- | ---------------- | ---------------- | ---------------- | ---------------- | ---------------- | ---------------- | ---------------- | ---------------- | ---------------- | ---------------- | ---------------- | ---------------- | ---------------- | ---------------- | ---------------- |
| 1864             | 1878             | 1890             | 1900             | 1911             | 1920             | 1930             | 1940             | 1950             | 1960             | 1970             | 1981             | 1991             | 2001             | 2011             |                  |
| 5277             | 5501             | 7391             | 7349             | 7824             | 7880             | 8059             | 8068             | 6828             | 10548            | 7760             | 6756             | 4676             | 3521             | 2728             |                  |
|                  | +4%              | +34%             | -1%              | +6%              | +1%              | +2%              | +0%              | -15%             | +54%             | -26%             | -13%             | -31%             | -25%             | -23%             |                  |

|     | 0-14 anos  | 15-24 anos | 25-64 anos   | 65 e + anos |
| Hab | 372 \| 284 | 434 \| 238 | 1844 \| 1602 | 871 \| 604  |
| Var | -24%       | -45%       | -13%         | -31%        |

## Património
- Igreja Paroquial de São Paulo
- Chafariz de São Paulo e Praça de São Paulo
- Igreja do Corpo Santo
- Igreja das Chagas
- Miradouro de Santa Catarina
- Elevador da Bica e meio urbano que o envolve
- Chafariz da Bica
- Palácio que pertenceu aos Almadas, Provedores da Casa da Índia
- Palácio Valada-Azambuja ou Palácio dos Condes de Azambuja
- Palácio das Chagas
- Edifício dos Banhos de São Paulo
- Estação Ferroviária do Cais do Sodré

## Arruamentos
A freguesia de São Paulo continha 80 arruamentos. Eram eles:
| - Avenida da Ribeira das Naus - Avenida de Brasília - Avenida Dom Carlos I - Avenida Vinte e Quatro de Julho - Beco da Boavista - Beco da Moeda - Beco de Francisco André - Beco do Caldeira - Beco do Forno (a São Paulo) - Beco dos Aciprestes - Beco dos Apóstolos - Boqueirão do Duro - Boqueirão dos Ferreiros - Cais do Sodré - Calçada da Bica Grande - Calçada da Bica Pequena - Calçada do Ferragial - Calçada Marquês de Abrantes - Calçada Salvador Correia de Sá - Encosta das Chagas - Escadinhas de São João Nepomuceno - Largo de Santo Antoninho - Largo de São João Nepomuceno - Largo do Calhariz - Largo do Conde Barão - Largo do Corpo Santo - Largo dos Stephens | - Pátio da Galega - Pátio do Pimenta - Praça da Ribeira (ou Ribeira Nova) - Praça de Dom Luís I - Praça de São Paulo - Praça do Duque da Terceira - Praça Europa - Rua Bernardino Costa - Rua da Bica Duarte Belo - Rua da Boavista - Rua da Moeda - Rua da Ribeira Nova - Rua da Silva - Rua das Chagas - Rua das Flores - Rua das Gaivotas - Rua de Santa Catarina - Rua de São Paulo - Rua do Alecrim - Rua do Almada - Rua do Arsenal - Rua do Ataíde - Rua do Cais do Tojo - Rua do Corpo Santo - Rua do Ferragial - Rua do Instituto Dona Amélia | - Rua do Instituto Industrial - Rua do Merca-tudo - Rua do Poço dos Negros - Rua Dom Luís I - Rua dos Cordoeiros - Rua dos Mastros - Rua dos Remolares - Rua Fernandes Tomás - Rua Marechal Saldanha - Rua Nova do Carvalho - Travessa da Bica Grande - Travessa da Laranjeira - Travessa da Portuguesa - Travessa da Ribeira Nova - Travessa de São Paulo - Travessa do Alecrim - Travessa do Cabral - Travessa do Cais do Tojo - Travessa do Carvalho - Travessa do Corpo Santo - Travessa do Cotovelo - Travessa do Ferragial - Travessa do Marquês de Sampaio - Travessa do Sequeiro - Travessa dos Mastros - Travessa dos Pescadores - Travessa dos Remolares |